# Knoten Bruckneudorf
Het Knoten Bruckneudorf is een snelwegknooppunt in de Oostenrijkse deelstaat Burgenland. Op dit knooppunt in het noordoosten van de gemeente Bruckneudorf sluit de Nordost Autobahn (A6)  aan op de Ost Autobahn (A4).

## Bouwvorm
Het knooppunt is een trompetknooppunt.